# Alphonse Pyramus de Candolle

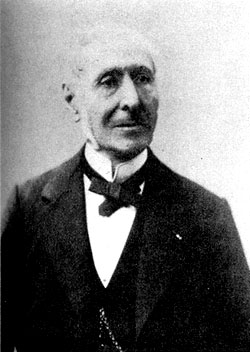
Alphonse de Candolle

Alphonse Louis Pierre Pyrame de Candolle (28 tháng 10 năm 1806 tại Paris – 4 tháng 4 năm 1893 tại Geneva) là một nhà thực vật học Thụy Sĩ, con trai của nhà thực vật học Thụy Sĩ A. P. de Candolle.
Ban đầu ông nghiên cứu luật học, nhưng dần dần chuyển sang thực vật học và cuối cùng thay chân cha mình tại Đại học Geneva. Ông công bố một loạt các công trình về thực vật học, bao gồm các phần viết tiếp cho Prodromus khi cộng tác cùng con trai mình là Anne Casimir Pyrame de Candolle. Trong số các đóng góp khác của ông có sự sáng tạo ra những quy tắc đầu tiên cho danh pháp thực vật (được Đại hội các nhà thực vật học quốc tế phê chuẩn năm 1867), là kiểu mẫu sơ khai cho ICBN hiện nay. Ông đã được tặng thưởng huy chương Linnaeus của Hiệp hội Linnaeus London năm 1889.
Ông còn được biết đến vì nghiên cứu nguồn gốc tôn giáo của các thành viên nước ngoài của cả Viện hàn lâm khoa học Pháp và Anh trong Cách mạng Khoa học và chứng minh rằng trong cả hai viện hàn lâm thì những người theo đạo Tin Lành là nhiều hơn so với những người theo Công giáo khi tính theo tỷ lệ dân số. Quan sát này còn được tiếp tục sử dụng (ví dụ trong "Wealth and Poverty of Nations" của David Landes viết năm 1999) như là một chứng minh cho rằng những người theo Tin Lành có khuynh hướng thiên về hoạt động khoa học hơn trong Cách mạng Khoa học so với những người theo Công giáo La Mã.

## Công trình
- Candolle Alphonse de. Lois de la nomenclature botanique adoptées par le Congrès international de botanique tenu à Paris en août 1867... Genève et Bale: H. Georg; Paris: J.-B. Baillière et fils, 1867. 64 trang.